# Meibomia pseudo-amplifolia
Meibomia pseudo-amplifolia là một loài thực vật có hoa trong họ Đậu. Loài này được (Micheli) Schindl. mô tả khoa học đầu tiên năm 1924.